# Intégration sensorielle
L’intégration sensorielle fait référence à plusieurs concepts différents.

## Description
En neurophysiologie, l’intégration sensorielle se réfère au processus neurologique impliquant la réception, la modulation et l’intégration des informations sensorielles. Le système nerveux transforme les sensations en perceptions en organisant les informations sensorielles provenant du corps et de l’environnement (fournies par les différents systèmes sensoriels : tactile, auditif, visuel, gustatif/olfactif, vestibulaire, proprioceptif) afin d’utiliser efficacement le corps.
Le terme intégration sensorielle fait le plus souvent référence à une approche développée initialement dans les années 1960 et 1970 par Anna Jean Ayres, une ergothérapeute ayant une formation postdoctorale en psychologie et en neurosciences.
C'est une approche qui peut  être  utilisée par tout professionnel  formé, exerçant dans le domaine du soin à la personne (en particulier dans le cadre de troubles du spectre autistiques, de troubles "DYS", ou de certains retards ou dysharmonies développementales).
L'Intégration Sensorielle propose des procédures d’évaluation et d’intervention, basées sur un cadre conceptuel reprenant plusieurs fondements des mécanismes neurophysiopathologiques impliqués dans les troubles d’intégration sensorielle. La théorie postule qu’un traitement efficace de l’information sensorielle (modulation) est à la base d’un comportement adapté au contexte environnemental. L’approche d’Intégration sensorielle comporte également sept postulats fondamentaux :
1. : les informations sensorielles fournissent une base importante pour l’apprentissage et les comportements ;
2. : l’intégration sensorielle est un processus développemental ;
3. : l’intégration et l’organisation adéquates des informations sensorielles sont la base et le résultat d’éventuelles réponses adaptées ;
4. : le défi adapté à l’enfant (« just right challenge ») est nécessaire à l’intégration sensorielle ;
5. : l’enfant a une motivation intrinsèque à s’engager dans des activités significatives dans son environnement ;
6. : les expériences affectent le système nerveux grâce à la plasticité neuronale ;
7. : l’intégration sensorielle est la base d’un engagement social et d’une participation aux activités de la vie quotidiennes et aux routines.

Depuis la conception de l’approche, les théories et principes élaborés par Ayres ont évolué et la terminologie diffère légèrement d’un auteur à l’autre (Winnie Dunn, Lucy Jane Miller, Jean Ayres). La plus récente classification a été proposée par Miller et se divise en trois sous-types de problématiques  : troubles de discrimination sensorielle (liés aux sens), troubles de modulation sensorielle (hyper-réactivité, hyporéactivité, recherche sensorielle), troubles moteurs d’origine sensorielle (dyspraxie, troubles posturaux).
L’approche est maintenant utilisée auprès de différentes populations dont l’autisme, le trouble de l’attention avec hyperactivité (TDAH), le syndrome X fragile, etc.. La thérapie d’Intégration sensorielle, pour être utilisée, doit respecter plusieurs conditions et doit être distinguée des autres interventions comportant des stimulations sensorielles dans différents contextes. Le but est de permettre une utilisation plus adaptée du corps dans son environnement physique et social.